# Lallemant de Levignen
Lallemant de Levignen was een Franse adellijke familie met een vertakking in de Zuid-Nederlandse adel.

## Afstamming
De Franse familie Lallemant (met takken de Lévignen, de Betz, de Macquelines en de Nantouillet) was afkomstig uit Châlons-sur-Marne of Châlons-en-Champagne.
- Pierre Lallemant (†1651) was een burger van Châlons, getrouwd met Claude Dubois.
  - Jonkheer Louis Lallemant (1625-1706), heer van Saint-Étienne, was commissaris-generaal voor buskruit en salpeter in de provincies Champagne en Bourgondië, alsook raadsheer van de koning. Hij trouwde in 1656 met Marguerite Germain, dochter van de Parijse lakenhandelaar Jean Germain en in tweede huwelijk met Madeleine Turquoy. Uit het eerste huwelijk sproten elf kinderen.
    - Ridder Charles-Louis Lallemant de Levignen (1656-1730), burggraaf en vanaf 1723 verheven door koning Lodewijk XV tot graaf van Levignen, was heer van Betz, Macqueline, Ormoys, algemeen ontvanger in Soissons, secretaris van de koning (1695-1701) en 'fermier général' (1703-1716). Hij trouwde met Catherine-Charlotte Troisdames (1663-1740). Ze hadden veertien kinderen, onder wie Jacques-Charles Lallemant (1690-1740), die bisschop werd van Sées. 
      - Hun oudste zoon was Louis-François Lallemant (†1767), graaf van Levignen, heer van Betz, Ormoys, Macqueline, raadsheer van de koning, rekwestmeester, intendant van justitie, politie en financies voor de generaliteit van Alençon. Hij trouwde met Jacqueline Boutin en ze hadden zes kinderen. Hij werd geen 'fermier général', in tegenstelling tot zijn jongere broers Michel Lallemant de Betz en Etienne Lallemant de Nantouillet. Zijn kinderen trouwden eerder bescheiden, in tegenstelling tot de dochters van Michel, die trouwden met een graaf de Pons en met een graaf de Choiseul-Beaupré. De verhevenheid van de huwelijkspartner was rechtstreeks afhankelijk van de bruidsschat die kon worden ingebracht.
        - Hun oudste zoon was graaf Louis Charles Lallemant de Levignen (†1786), die trouwde met Marie-Marguerite de Rahier. Hij week uit naar de Zuidelikke Nederlanden en werd kolonel van de cavalerietroepen in dienst van Johan Theodoor van Beieren, prins-bisschop van Luik.
          - Hun oudste zoon was graaf Charles François Lallemant de Levignen, die trouwde met Angelique de Massotte.
            - Hun zoon was Anatole Lallemant (1785-1828), die trouwde met Marie-Thérèse de Gaiffier.
            - Hun dochter, Marie-Louise Lallemant, trouwde met Pierre de Ville de Goyet.

        - Een jongere zoon was Felix Lallemant (°1726), die maarschalk werd en in 1771 trouwde met Marie Lallemant (°1746), dochter van zijn broer Louis. Ze emigreerden naar Duitsland tijdens de revolutiejaren en scheidden van tafel en bed.

## Zuid-Nederlandse adel
Charles François  Lallemant de Levignen, getrouwd met Angelique de Massotte, was, zoals zijn vader, officier in dienst van de prins-bisschop van Luik.
Hun zoon, Louis Charles François Hubert Lallemant de Levignen (Basse-Bodeux, 14 juli 1781 - Hoei, 17 maart 1818), trouwde in 1811 in Hoei met Joséphine Detru (1787-1812), dochter van generaal-majoor Théodore Detru. In 1816, ten tijde van het Verenigd Koninkrijk der Nederlanden, werd hij erkend in de erfelijke adel met de titel graaf, en benoemd als lid van de Ridderschap van de provincie Luik. Hij werd ook lid van de Provinciale Staten van Luik en burgemeester van Hoei. Hij overleed kinderloos.
Jules Lallemant de Levignen (Namen, 28 november 1825 - 20 mei 1892), neef van de hierboven gemelde Louis, was een zoon van Anatole Lallemant en Marie-Thérèse de Gaiffier, die zich in de Zuidelijke Nederlanden vestigden. Anatole was burgemeester van Houx. Jules werd in 1847 erkend in de Belgische erfelijke adel met de titel graaf, overdraagbaar bij eerstgeboorte. Hij trouwde in 1864 met barones Caroline de Selys Longchamps (1839-1906), dochter van Edmond de Selys Longchamps, voorzitter van de Senaat. Ze hadden een zoon, Raoul de Lallemant (1866-1929), burgemeester van Houx, die ongehuwd bleef, en een dochter Marie Lallemant (1865-1939), die trouwde met baron Paul de Gaiffier d'Hestroy (1865-1940), gedeputeerde en gouverneur (1919-1937) van de provincie Namen, van wie afstammelingen tot heden.
De Belgische familie Lallemant de Levignan is in 1929 uitgedoofd.